# La Pique
La Pique (Tercio de varas) est une huile sur toile peinte par Eugenio Lucas Velázquez à une date inconnue, située entre 1850 et 1860. Conservé au Musée du Prado, elle provient de la collection Vitórica (Juan Vitórica Casuso).

## Contexte
Selon Néstor Luján : « Après Goya, Lucas est le plus important peintre de la tauromachie. »
Très injustement traité de son vivant, souvent confondu avec Goya alors qu'il suivait plutôt le courant coloriste lancé par Eugène Delacroix, Lucas, longtemps déprécié,  a été réhabilité grâce à l'exposition organisée par Jeannine Baticle à Castres et à Lille en 1972  intitulée  :Eugène Lucas et les satellites de Goya. Réhabilité également grâce aux travaux de José Manuel Arnáiz qui a publié le livre le plus rigoureux sur la vie et l'œuvre du peintre et qui précise : « La partie la plus importante de son œuvre concerne la pureté de la fête taurine et des majos, nom donné aux dandies ou aux gens du peuple, par esprit folkloriste connu sous le nom générique de costumbrismo, très en vogue à l'époque romantique. »

## Description
C'est le contrepoint du tableau conservé à Cuba, de dimensions plus réduite. La corrida se déroule sur la place d'un village à peine esquissée  et fondue dans un flou. Le taureau noir et blanc est en train d'étriper le cheval d'un garrochista (« lancier »). La scène est à la fois violente et pathétique.

## Autres œuvres tauromachiques de Lucas
Parmi ses  tableaux importants  se trouvent : Gran corrida de toros y cucaña conservé au  Musée National des Beaux Arts de La Havane, de même qu'une très grande toile : L'Arène divisée (La Plaza partida, 1853, 1,44 × 200 cm). L'Arène divisée est considérée comme l'œuvre clé de Lucas dont le musée du Prado conserve une gouache préparatoire et dont Théophile Gautier avait fait l'éloge lors de sa présentation à l'exposition universelle de Paris de 1855. Eugenio Lucas Velázquez a également peint des portraits de matadors dont celui de Paquiro, et des taureaux comme Le Taureau brun.